# Herrarnas tempolopp i bancykling vid olympiska sommarspelen 1984
Herrarnas tempolopp i bancykling vid olympiska sommarspelen 1984 ägde rum söndagen den 30 juli 1984 i Los Angeles.

## Medaljörer
| Event               | Guld                         | Silver              | Brons                   |
| Herrarnas tempolopp | Fredy Schmidtke Västtyskland | Curt Harnett Kanada | Fabrice Colas Frankrike |

## Resultat
| Placering | Cyklist                        | Tid     |
| --------- | ------------------------------ | ------- |
|           | Fredy Schmidtke (FRG)          | 1:06,10 |
|           | Curtis Harnett (CAN)           | 1:06,44 |
|           | Fabrice Colas (FRA)            | 1:06,65 |
| 4         | Gene Samuel (TRI)              | 1:06,69 |
| 5         | Craig Adair (NZL)              | 1:06,96 |
| 6         | David Weller (JAM)             | 1:07,24 |
| 7         | Marcelo O. Alexandre (ARG)     | 1:07,29 |
| 8         | Rory O'Reilly (USA)            | 1:07,39 |
| 9         | Stefano Baudino (ITA)          | 1:07,70 |
| 10        | Heinz Isler (SUI)              | 1:07,88 |
| 11        | Rolf Morgan Hansen (NOR)       | 1:07,94 |
| 12        | Marcelo Greuel (BRA)           | 1:08,37 |
| 13        | Tsutomu Sakamoto (JPN)         | 1:08,87 |
| 14        | Max Rainsford (AUS)            | 1:08,96 |
| 15        | Claus Sylv. Rasmussen (DEN)    | 1:09,04 |
| 16        | Max-Eduardo Leiva-Buhler (GUA) | 1:09,36 |
| 17        | Miguel Droguett (CHI)          | 1:09,42 |
| 18        | Mark Barry (GBR)               | 1:09,54 |
| 19        | Charles Pile (BAR)             | 1:10,56 |
| 20        | Rosman Alwi (MAL)              | 1:11,03 |
| 21        | Paul Popp (AUT)                | 1:11,10 |
| 22        | Lee Fu-Hsiang (TPE)            | 1:11,12 |
| 23        | Rodolfo Guaves (PHI)           | 1:11,61 |
| 24        | Ernest Moodie (CAY)            | 1:16,91 |
|           | Gonzalez Carlos Garcia (URU)   | NP      |
|           | Leon Richardson (ANT)          | DNF     |
|           | -                              | NP      |